# Dolcedo
Dolcedo (en ligur Dusëu o Dolcëo ) és un comune italià, situat a la regió de la Ligúria i a la província d'Imperia. El 2015 tenia 1.415 habitants.

## Geografia
Dolcedo es troba a la vall del Prino, prop de la confluència del riu dels Boschi amb el torrent Prino. La capital, anomenada "Piazza", és un típic pobles al fons de la vall, seu mercat. Té una superfície de 19,8 km² i les frazioni de Bellissimi, Castellazzo, Costa Carnara, Isolalunga, Lecchiore, Magliani, Monte Faudo, Ripalta, Santa Brigida, Trincheri. Limita amb Badalucco, Civezza, Imperia, Montalto Ligure, Pietrabruna, Prelà, Taggia i Vasia.

## Evolució demogràfica
| Gràfica d'evolució de Dolcedo entre 1861 i 2001 |
|                                                 |
| Font: ISTAT                                     |